# تي جاي سورينتيني
تي جاي سورينتيني (بالإنجليزية: T. J. Sorrentine)‏ مواليد 29 يوليو 1982 في بوتكيت، هو مدرب كرة سلة أمريكي ولاعب معتزل. بدأ مسيرته الاحترافية في سنة 2005. يدرب في رابطة اللبلاب. يبلغ طوله 5 قدم 11 بوصة (1.8 م). اعتزل اللعب في 2008. لعب مع نادي تراباني لكرة السلة ونادي كركا لكرة السلة.

## روابط خارجية
- تي جاي سورينتيني على موقع كرة السلة الأوروبية.كوم (الإنجليزية)
- تي جاي سورينتيني على موقع كلية كرة السلة في سبورتس رفرنس.كوم (الإنجليزية)
- تي جاي سورينتيني على موقع ريلجم (الإنجليزية)
- تي جاي سورينتيني على موقع بروبوليرز (الإنجليزية)
- تي جاي سورينتيني على موقع سبورتس رفرنس (الإنجليزية)